# Wenegbu
Wenegbu ist der Name eines unterägyptischen Königs (Pharao) während der Prädynastik. Er ist nur durch eine Namensnennung auf dem Palermostein bekannt, es liegen bislang keine zeitgenössischen Belege für ihn vor. Die Bedeutung seines Namens ist unbekannt und dessen Lesung unsicher. Neben „Wenegbu“ wurden auch „Wadj-adj“ („der Ergrünende ist unversehrt“), „Weneg-bes“ („Der den [Gott] Weneg herbeibringt“) und Weneg-adj („der durch [den Gott] Weneg Unversehrte“) vorgeschlagen.